# Fuentespalda

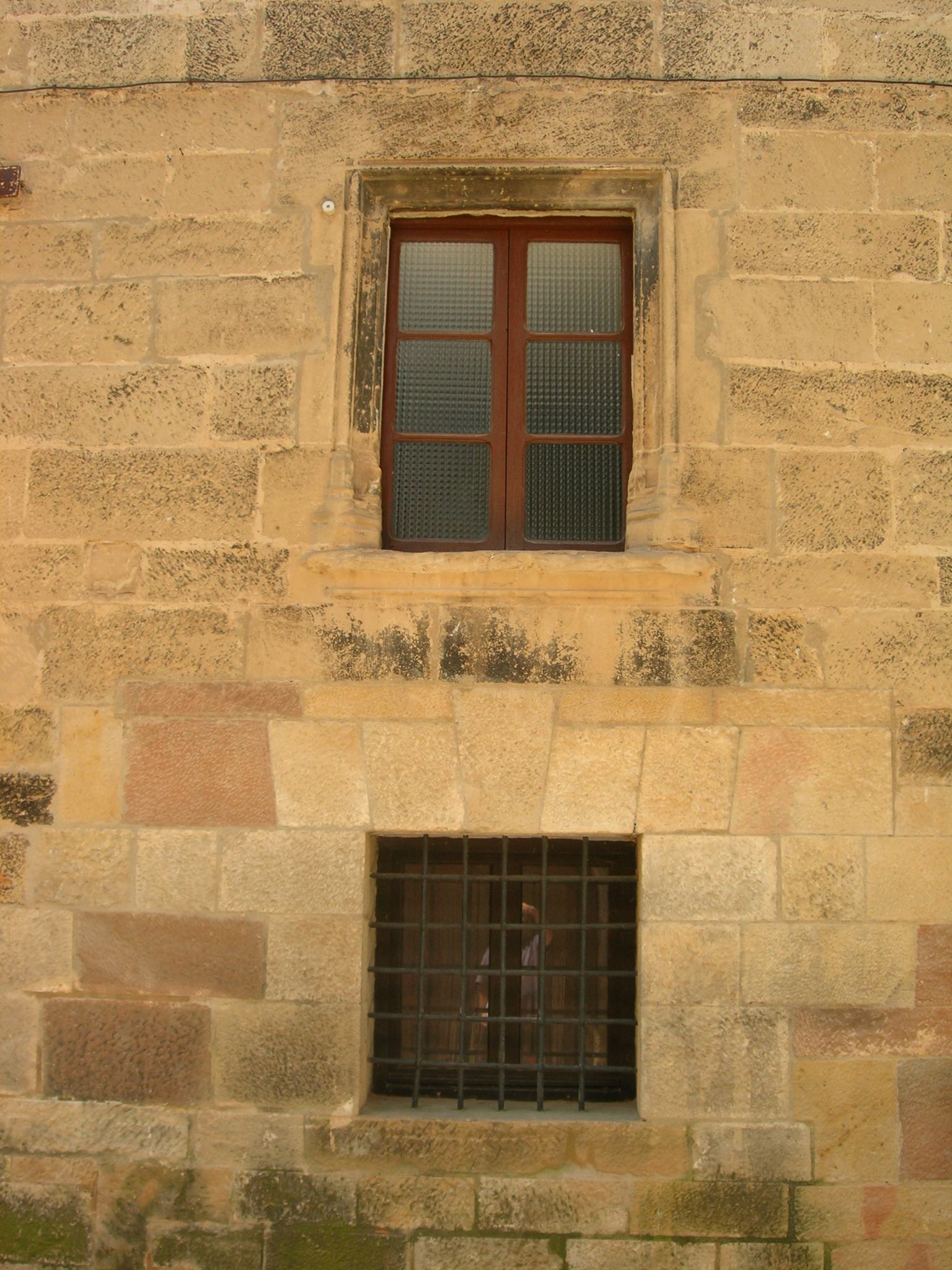
Fenster des Rathauses

Fuentespalda (katalanisch: Fontdespatla) ist eine spanische Gemeinde in der Provinz Teruel der Autonomen Region Aragón. Sie liegt rund 12 Kilometer südwestlich von Valderrobres unweit des Río Tastavins in der Comarca Matarraña (Matarranya) im überwiegend katalanischsprachigen Gebiet der Franja de Aragón. 2024 hatte die Gemeinde 289 Einwohner.

## Geschichte
Das Gemeindegebiet war schon in prähistorischer Zeit besiedelt. Aus dieser Zeit haben sich im Tal von Figuerals Felsbilder erhalten. Aus römischer Zeit sticht die Fundstätte der Vila Vella hervor. Im Zeitalter der Reconquista wurde der Ort 1175 als Lehen an den Bischof von Saragossa vergeben. Die Besiedlung erfolgte aus dem Gebiet von Lleida. Der Weiler unterstand zunächst der Gemeinde Valderrobres, gewann aber bald Rechte einer selbstständigen Gemeinde. Der Ort litt unter verschiedenen kriegerischen Konflikten wie unter Entvölkerung.

## Einwohnerentwicklung
| 2001 | 2006 | 2011 | 2013 |
| ---- | ---- | ---- | ---- |
| 344  | 347  | 326  | 308  |

## Sehenswürdigkeiten

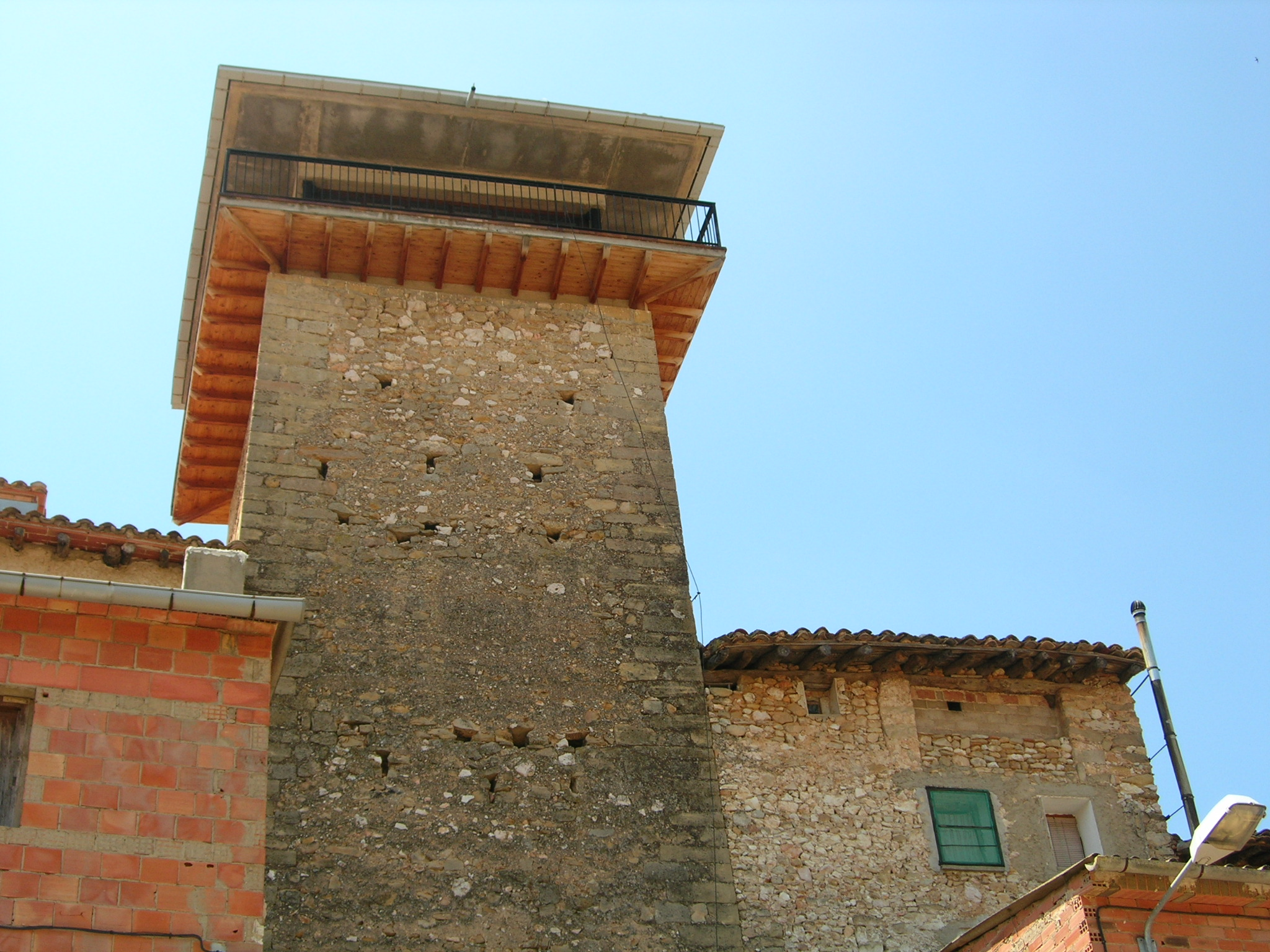
Turm La Torreta

- Die auf gotische Ursprünge zurückgehende Heilandskirche (iglesia de El Salvador).
- Das im Denkmalregister aufgeführte Rathaus.[4]
- Denkmalgeschützte Wachtturm La Torreta.[5]
- Mittelalterlicher Friedhof